# Harley Davidson 250RR
La Harley Davidson 250RR (chiamata anche Aermacchi RR250) è una motocicletta da competizione costruita dalla casa motociclistica statunitense Harley Davidson insieme all'italiana Aermacchi tra il 1971 il 1977.

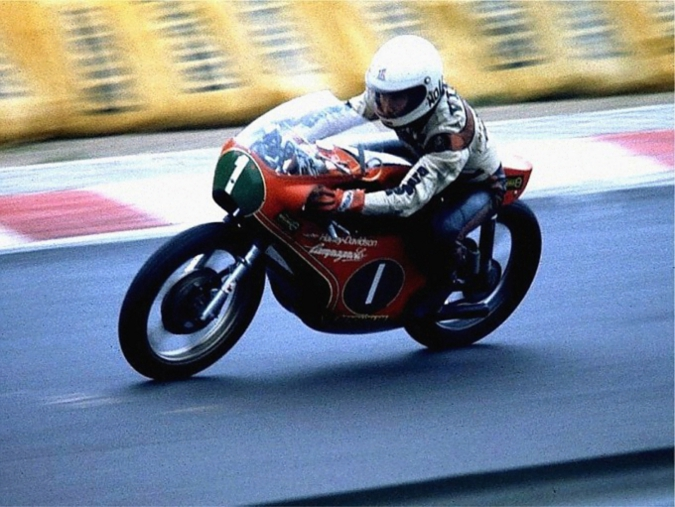
Walter Villa sulla 250RR nel 1976

## Il contesto
Chiamata anche Harley-Davidson RR250 era una motocicletta da corsa progettata, sviluppata e costruita dalla Harley-Davidson in collaborazione con la Aermacchi, conforme ai regolamenti della classe 250 cc del campionato mondiale di motociclismo Grand Prix.
A spingere la moto c'è un motore a due cilindri in linea frontemarcia dalla cilindrata totale di 246 cm³ (con l'alesaggio da 46 mm e la corsa da 50 mm), raffreddato ad aria e alimentato da carburatori Mikuni.
Nel 1974 e 1975 la moto ha vinto il campionato del mondo con in sella Walter Villa.